# 落后社会的道德基础
《落后社会的道德基础》，又译作《落后社会的道德根据》，是美国政治学家爱德华·C·班菲尔德于1958年出版的书籍，这本书是班菲尔德根据他在意大利南部巴西利卡塔大区基亚罗蒙特的亲身经历写作而成。在这里，班菲尔德注意到了一种以家庭为中心、自私自利的社会体制，在这一体制下社会任人唯亲而不顾集体利益，尤其是像是黑手党这种组织为了自己集团内部利益而牺牲了社会中其他人的利益。班菲尔德把当地的落后“大致但不完全地”归结为当地的社会体制问题，在这种体制下，“村民无法为了共同利益而行动，或言之其无法为了自己核心家庭之外的利益行动”。

### 引用
1. ↑  丛日云; 卢春龙. . 中国社会科学报. 2012-06-19  [2023-12-03]. （原始内容存档于2023-12-03）.
2. ↑  萧强. . 自由亚洲电台. 2011-08-24  [2023-12-03]. （原始内容存档于2023-12-03）.
3. ↑  Oxford Dictionary of Sociology. . 2010-09-03. （原始内容存档于2011-04-29）.